# Nicole Scherzinger
Nicole Elikolani Valiente Prescovia Scherzinger (ur. 29 czerwca 1978 w Honolulu) – amerykańska piosenkarka, autorka tekstów, aktorka, tancerka, modelka i osobowość telewizyjna. Członkini zespołu The Pussycat Dolls. Była również związana z Eden’s Crush.

## Życiorys

### Wczesne lata
Urodziła się w Honolulu i do siódmego roku życia tam mieszkała. Jej matka, Rosemary, pochodzi z mieszanego małżeństwa ukraińsko-hawajskiego, ojciec zaś jest Filipińczykiem. Gdy miała 7 lat, w 1985, doszło do rozwodu rodziców. Matka wyszła ponownie za mąż za Amerykanina pochodzenia niemieckiego, Gary’ego Scherzingera, a rodzina przeniosła się do Louisville w stanie Kentucky, gdzie Nicole uczęszczała do miejscowej szkoły. Studiowała na Wright State University w Fairborn niedaleko miasta Dayton w stanie Ohio, naukę przerwała w 1999.
Jej matka była profesjonalną tancerką hula i uczyła Nicole tego tańca od najmłodszych lat. Nicole występowała na scenie nowojorskiego Broadwayu, już jako dziecko wygrywała wiele konkursów artystycznych, m.in. Festiwal Coca-Coli dla nastoletnich wokalistów. Wygrała show Popstars. Była również członkiem grupy Eden’s Crush, który supportował na koncertach grupie N Sync oraz Jessice Simpson. W listopadzie 2007 r. Scherzinger w wywiadzie mówiła o jej czasie w Eden’s Crush tak:

... To było piekło... Byłam w zespole z pięcioma innymi dziewczynami i każdy dzień był dla mnie torturą. Byłyśmy w telewizji przez cały czas i atmosfera była okropna.... Codziennie, gdy byłam w tym zespole wypłakiwałam swoje oczy. Zespół miał być fajny i niepoważny, ale rzeczywistość była taka, że to było żałosne.... Byłam zbyt wrażliwa(...), ale stwardniałam. Nie mogłabym dołączyć do Lalek bez swojego doświadczenia w Crush.

### Kariera z Pussycat Dolls

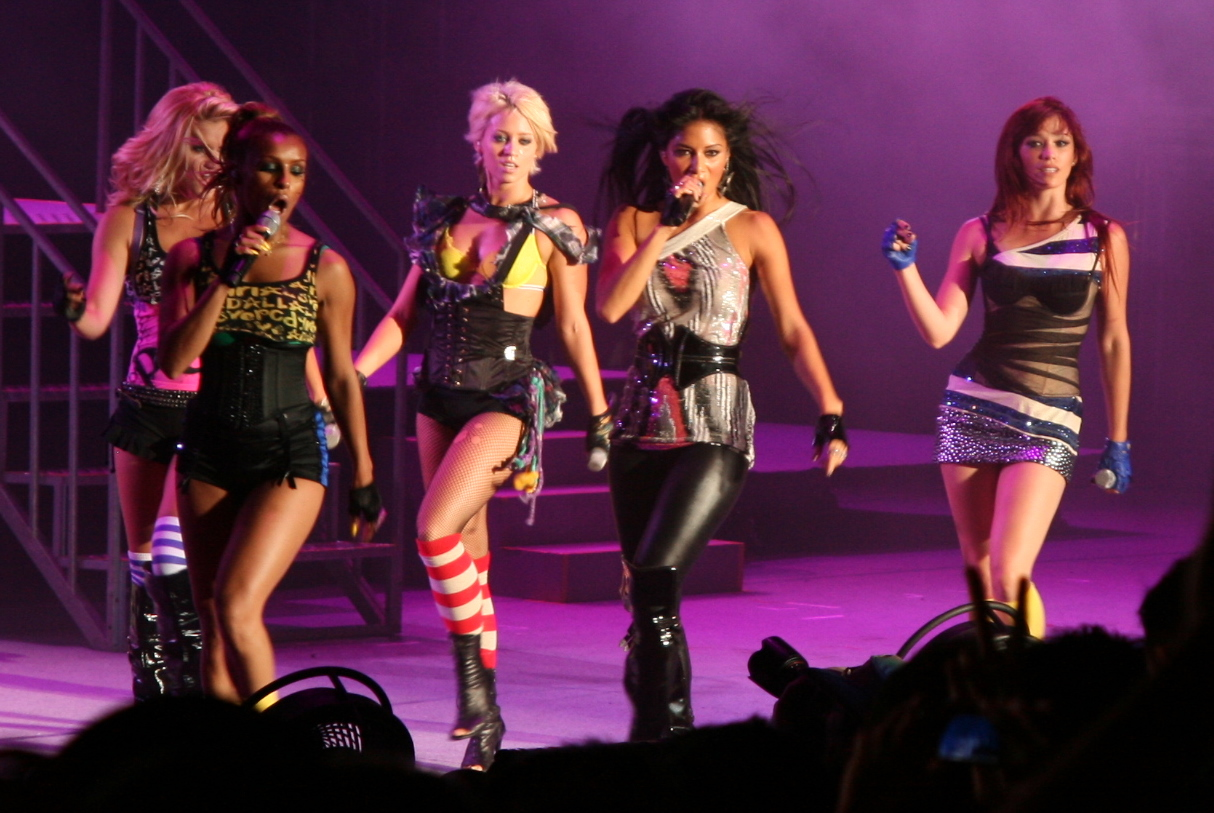
Nicole Scherzinger i zespół The Pussycat Dolls podczas koncertu, sierpień 2008

W maju 2003 dołączyła do grupy burleskowej Pussycat Dolls, w której początkowo jedynie tańczyła, jednak z czasem zaczęła także nagrywać piosenki. Zespół osiągnął ogólnoświatowy sukces dzięki przebojom, takim jak „Don't Cha”, „Buttons”, „Stickwitu” i „When I Grow Up”, które dotarły do czołówki listy przebojów w Stanach Zjednoczonych. Album PCD pokrył się podwójną platyną w 2006. Nicole zaśpiewała jako liderka prawie we wszystkich piosenkach na albumie. W 2006 ujawniono, że The Dolls są pracownicami Interscope Records i otrzymują stałą pensję, dając wytwórni wysoki poziom kontroli nad finansami grupy i decyzjami biznesowymi. Scherzinger jest jedynym członkiem grupy, który napisał niektóre teksty piosenek na PCD – wspólnie z Karą DioGuardi i producentem Richem Harrisonem napisała tekst do piosenki „I Don't Need a Man”, podobnie było także z utworem „Buttons” – napisanym wspólnie z producentem Seanem Garrettem. Kolejna współpraca z DioGuardi przyniosła piosenkę „Flirt”, która stała się bonusem na PCD, a później stała się B-side do „Buttons”. 
Była jedyną członkinią grupy, która miała wkład w pisanie piosenek także z drugiego albumu – Doll Domination. Wraz z Pussycat Dolls nagrała piosenkę „Jai Ho (You Are My Destiny)” na potrzeby ścieżki dźwiękowej do filmu Slumdog, Milioner z ulicy.
W 2019 wraz z zespołem ogłosiły, że ponownie będą razem występować – ich trasa koncertowa rozpoczęła się w kwietniu 2020.

### Kariera solowa

#### 2005–2008:Her Name Is Nicole
Nie opuszczając The Pussycat Dolls, zaczęła karierę solową. W 2005 wystąpiła w nagraniach piosenkarzy, takich jak m.in. Shaggy, Vittorio Grigolo i Will Smith. W 2006 zaśpiewała gościnnie w piosence „Lie About Us” Avanta i hicie „Come to Me” P. Diddʼyego, który również razem z nim napisała. Od 2006 aż do końca 2008 r. pracowała nad swoim solowym albumem zatytułowanym Her Name Is Nicole. W stacji MTV powiedziała:

Zawsze mówiłam, że w Pussycat Dolls, czuję się jak Superwoman. Ale to jest tylko jedno z moich alter ego. (...) I wszystkie (alter ego) są na moich nagraniach.

Nagrała/napisała około 100 piosenek na potrzeby albumu, który miał być wydany w 2007 r. Z niewiadomych przyczyn datę wydania przesunięto na 16 października 2008 r., a następnie na 2009 r. W ostateczności album został wycofany z wydania. Nad płytą Nicole pracowała z wieloma producentami i tekściarzami (którzy także współpracowali przy albumach dla Pussycat Dolls). Sean Garrett i Polow da Don pracował nad „Whatever U Like”, który został wydany 24 lipca 2007 jako pierwszy singiel z albumu, ale utwór uzyskał tylko 57 miejsce w Kanadzie i 104 w USA. Drugim singlem było „Baby Love” wydane 10 września 2007 r. Singiel uzyskiwał dobre pozycje na całym świecie dochodząc do Top 15 w większości krajów, wliczając w to Zjednoczone Królestwo i Europę. Utwór ten został również zremiksowany i umieszczony na płycie Pussycat Dolls – Doll Domination jako bonus. Trzecim singlem była piosenka „Supervillain” napisana przez Rock City a wyprodukowany przez Mad Scientist, singel został wydany tylko na US iTunes w listopadzie 2007 r. Czwarty singiel, wyprodukowany przez Akona zatytułowany „Puakenikeni” także został wydany na iTunes w listopadzie, niestety piosenka zawiodła na listach przebojów.
Nicole współpracowała także z Timbalandem. Wyprodukował on min. „Physical”. Część tej piosenki została wykorzystana w filmie Fantastic Four Rise of the Silver Surfer. Wiele pozytywnych komentarzy choćby wśród internautów uzyskała piosenka „Just Say Yes”, napisana przez Garyʼego Lightbody z zespołu Snow Patrol. Piosenka jest lekka i spokojna z pulsującym, elektronicznym beatem. Kolejny artysta – Ne-Yo – dał Nicole dwie piosenki: „Happily Never After” – spokojną balladę (początkowo napisana dla Britney Spears), oraz „Save Me From Myself”. Komentując piosenkę „March”, Scherzinger powiedziała, że chce mocnego nagrania. „Ta piosenka jest o tym, by nigdy się nie poddawać (...)”. Na liście utworów albumu pojawiły się także takie utwory jak „When Your Falling” (napisana wspólnie z Akonem), „Powers Out” (wykonywana wspólnie ze Stingiem) i „I M.I.S.S. You” (napisana przez Pharrella Williamsa a wyprodukowana przez The Neptunes).

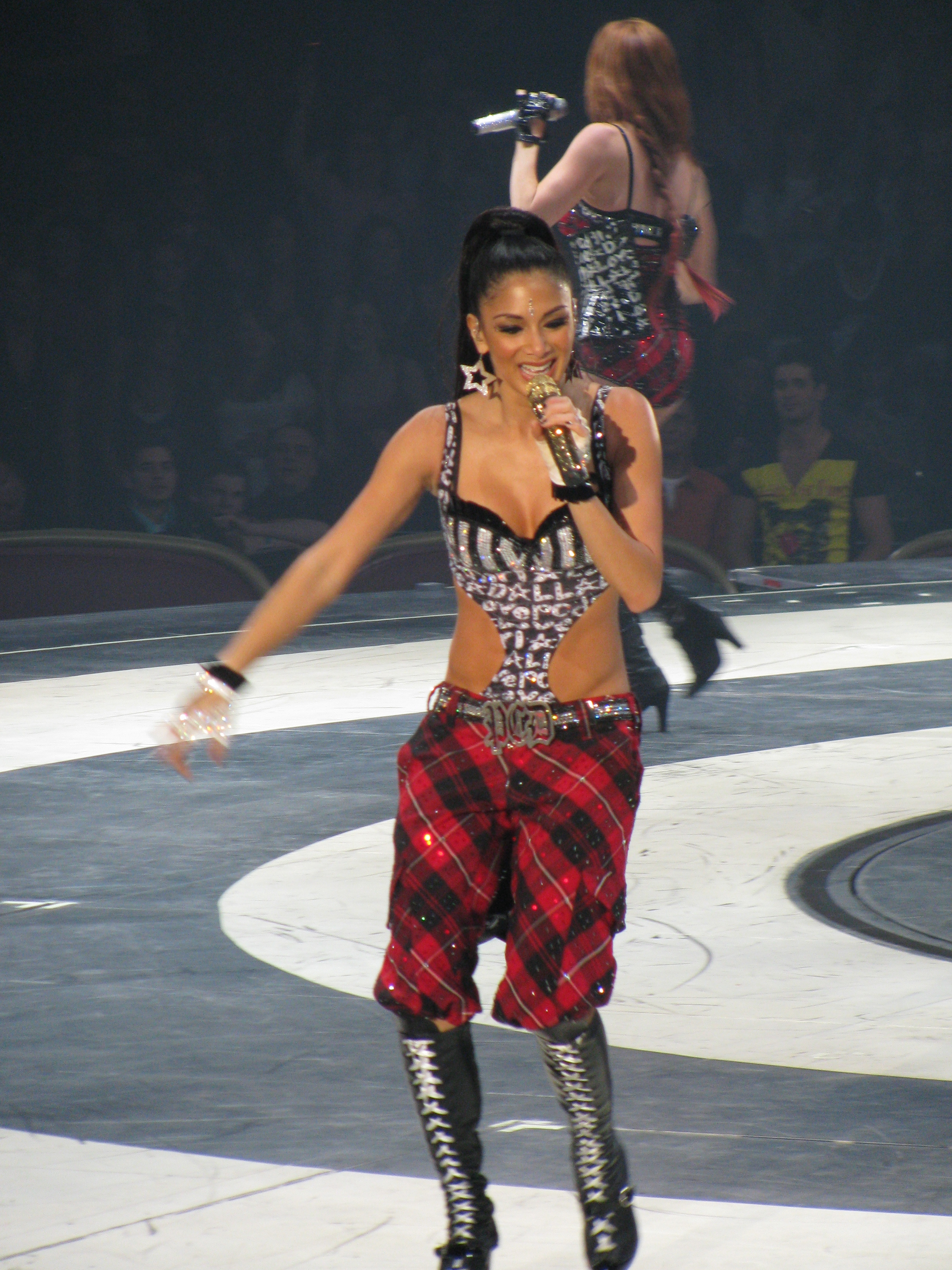
Nicole Scherzinger podczas koncertu, marzec 2009

Nad przyszłością albumu stał znak zapytania gdy okazało się, iż Pussycat Dolls wydają drugi album, tym bardziej, że niektóre utwory z solowego krążka Scherzinger zostały zamieszczone na Doll Domination jak „Happily Never After”, „Who's Gonna Love You” czy „When I Grow Up” (początkowo piosenka Nicole). Scherzinger nagrała także demo piosenki „Punch You In Your Sleep” dla Christiny Milian. W kwietniu 2008, Scherzinger nagrała cover utworu „Rio” zespołu Duran Duran dla kampanii reklamowej Unilever Caress by promować balsam do ciała. Niedługo potem został nagrany do niego komercyjny teledysk, a w maju 2008 piosenka była udostępniona w internecie tylko do ściągnięcia. W 2008 r. na poparcie Baracka Obamy, była jednym z wielu muzyków przyczyniających się do powstania utworu will.i.am nazwanego „Yes We Can”. 5 września Scherzinger przyłączyła się do obsady złożonej z samych gwiazd, by wykonać na żywo piosenkę dobroczynną „Just Stand Up”.
W 2009 r. zespół Snow Patrol wydał swoją wersję „Just Say Yes”. W kwietniu w 2009 r. Nicole w wywiadzie dla magazynu Billboard zapytana o jej plany zawodowe odpowiedziała, że bieżąca sytuacja albumu jest w procesie pisania i na poziomie rozmów oraz że jeszcze nie zaczęła nagrywać utworów. Nicole zamierza wejść do studia jeszcze raz po zakończeniu trasy koncertowej z Pussycat Dolls – Doll World Domination Tour. Mówiąc o albumie powiedziała także, że będzie ponownie współpracować z Will.I.Am'em i Timbalandem a ponadto ma zamiar zaprosić do studia takich artystów jak Lady Gaga oraz A.R. Rahman. 5 kwietnia 2009 r. Scherzinger wykonała „America The Beautiful” na Wrestlemani XXV w Houston 16 września 2009 r. w internecie pojawił się remiks piosenki Pitbulla „Hotel Room Service”, w którym gościnnie zaśpiewała Nicole.

#### Od 2010:Killer Love
W 2010 r. Scherzinger dołączyła do obsady opery „Love Never Dies (Phantom of the Opera)”. Na stronie internetowej programu „The Sing Off”, w którym Nicole została jurorką, ukazała się informacja o tym, że liderka PCD nagrywa właśnie tytułowy utwór z tej właśnie opery. 6 stycznia 2010 r. Nicole razem z Cobra Starship wykonała piosenkę Good Girls Go Bad na People’s Choice Award. 22 stycznia 2010 r. Nicole wzięła udział w charytatywnym przedsięwzięciu Hope for Haiti Now: A Global Benefit for Earthquake Relief. Jej zadaniem, tak jak wielu innych gwiazd, było odbieranie telefonów od osób, które chciały pomóc osobom poszkodowanym przez trzęsienia ziemi w Haiti. 12 lutego 2010 r. ukazała się nowa wersja piosenki We Are the World, nagrana specjalnie na rzecz ofiar tego trzęsienia, w której pojawiła się także Nicole.

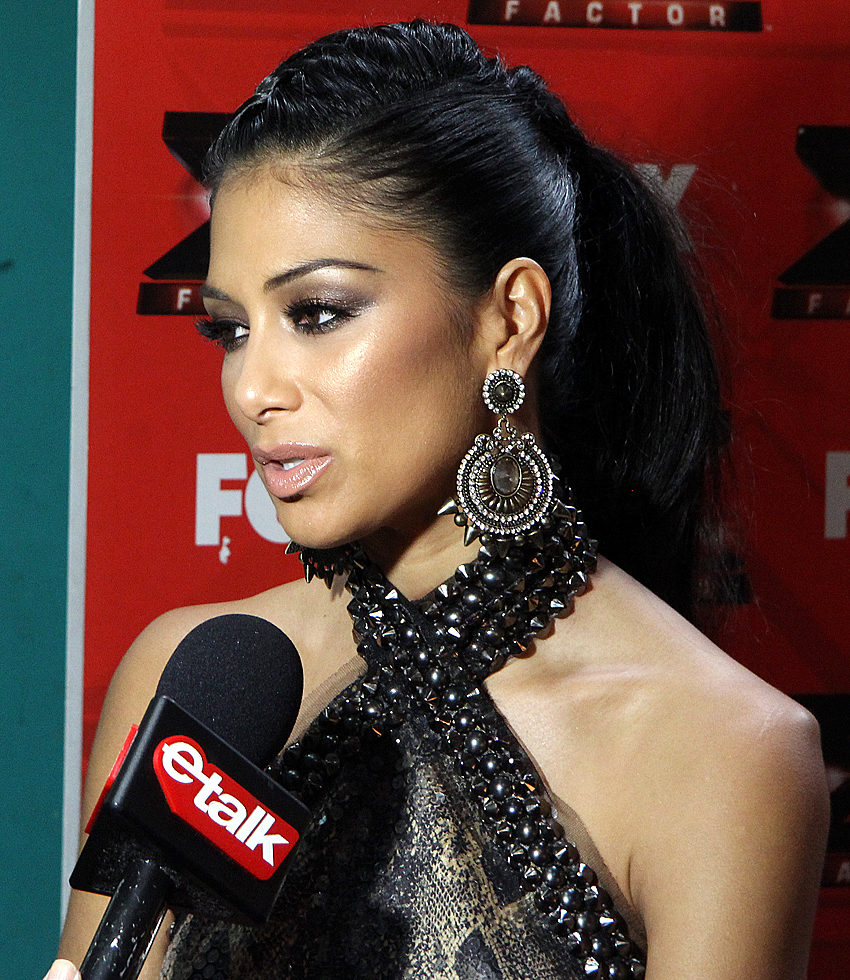
Nicole Scherzinger podczas wywiadu, grudzień 2011

Na początku 2010 r.,Radio 1 dodało album Nicole do nadchodzących albumów w 2010 r., nadal zatytułowany „Her Name Is Nicole”. Contactmusic.com doniósł, że Nicole znów współpracuje z Ne-Yo, który poprzednio współpracował ze Scherzinger nad takimi utworami, jak: „Save Me From Myself” i „Happily Never After”. 26 stycznia 2010 r. zostało ujawnione, że Jay Sean i Nicole pracują wspólnie nad czymś w studiu. Film, który wspólnie nagrali, najpierw został zamieszczony na twitterze, a później w internecie. Wideo pokazuje parę, która dobrze się bawi w studio nagraniowym Hit Factory (Criteria) w Miami na Florydzie. Ujawnione zostały informacje, że Nicole pracowała z Chuckiem Harmonym, który wcześniej był odpowiedzialny
za produkcję Russian Roulette Rihanny, Year Of The Gentleman – albumu Ne-Yo oraz Growing Pains – albumu Mary J. Blige.
Podczas ostatniego wywiadu w „Good Day L.A.”, Scherzinger poinformowała, że jej nowy singiel nosi nazwę „Nobody Can Change Me”. Opisała go jako „inspirującą, podnoszącą na duchu piosenkę”. Wyjaśniała także, że: „Singiel jest inspirującą piosenką, więc jest niemal jak Pussycat Dolls, ale tylko ja śpiewam (...)”. Piosenka zadebiutowała w radiu KISS-FM w programie „On air with Ryan Seacrest”. Na początku czerwca br. Nicole i producent muzyczny RedOne poinformowali na swoich kontach na Twitterze, że wspólnie pracują nad piosenką „Magic” na południu Francji. 21 lipca 2010 r. RedOne powiedział, że jest odpowiedzialny za produkcję nowego albumu Scherzinger oraz że prace nad nim dobiegają końca. W ostatnim swoim wywiadzie, RedOne poinformował, że singiel Nicole zostanie wydany na przełomie września i października. W wywiadzie z Perezem Hiltonem, Nicole powiedziała, że jej nowy singiel, zostanie wydany jesienią. 8 października 2010 r. na swoim oficjalnym Twitterze Nicole napisała, że rozpoczyna zdjęcia do teledysku do jej nowego singla „Poison”, który zostanie wydany 15 października 2010 r. w Wielkiej Brytanii. 19 grudnia 2010 r. Nicole potwierdziła, że jej drugi singiel będzie nosił nazwę „Don't Hold Your Breath”. 2 marca 2011 r. na stronie internetowej gazety The Sun została ujawniona okładka i tytuł albumu: Killer Love. Oficjalnie album został wydany 20 marca 2011 r. w Wielkiej Brytanii.
Od 22 marca do 25 maja 2010 r. brała udział w dziesiątej edycji programu Dancing with the Stars (znanego w Polsce jako Taniec z gwiazdami). Jej partnerem tanecznym był Derek Hough, z którym zajęła 1. miejsce. Od sierpnia 2012 roku jest jurorką programu The X Factor w Wielkiej Brytanii.
| Występy Nicole Scherzinger w programie Dancing with the Stars | Występy Nicole Scherzinger w programie Dancing with the Stars | Występy Nicole Scherzinger w programie Dancing with the Stars | Występy Nicole Scherzinger w programie Dancing with the Stars | Występy Nicole Scherzinger w programie Dancing with the Stars | Występy Nicole Scherzinger w programie Dancing with the Stars | Występy Nicole Scherzinger w programie Dancing with the Stars | Występy Nicole Scherzinger w programie Dancing with the Stars | Występy Nicole Scherzinger w programie Dancing with the Stars |
| Tydzień                                                       | Taniec                                                        | Utwór                                                         | Oceny jurorów                                                 | Oceny jurorów                                                 | Oceny jurorów                                                 | Suma                                                          | Rezultat                                                      |                                                               |
| Tydzień                                                       | Taniec                                                        | Utwór                                                         | Inaba                                                         | Goodman                                                       | Tonioli                                                       | Suma                                                          | Rezultat                                                      |                                                               |
| ------------------------------------------------------------- | ------------------------------------------------------------- | ------------------------------------------------------------- | ------------------------------------------------------------- | ------------------------------------------------------------- | ------------------------------------------------------------- | ------------------------------------------------------------- | ------------------------------------------------------------- | ------------------------------------------------------------- |
| 1.                                                            | Walc wiedeński                                                | „Hold You In My Arms”                                         | 9                                                             | 7                                                             | 9                                                             | 25                                                            | –                                                             |                                                               |
| 2.                                                            | Jive                                                          | „SOS”                                                         | 10                                                            | 8                                                             | 10                                                            | 28                                                            | Bezpieczni                                                    |                                                               |
| 3.                                                            | Quickstep                                                     | „Anything Goes"                                               | 8                                                             | 6                                                             | 9                                                             | 23                                                            | Bezpieczni                                                    |                                                               |
| 4.                                                            | Rumba (Technika)                                              | The First Time Ever I Saw Your Face                           | 9                                                             | 8                                                             | 8                                                             | 50                                                            | Bezpieczni                                                    |                                                               |
| 4.                                                            | Rumba (Występ)                                                | The First Time Ever I Saw Your Face                           | 8                                                             | 8                                                             | 9                                                             | 50                                                            | Bezpieczni                                                    |                                                               |
| 5.                                                            | Tango                                                         | Oh, Pretty Woman                                              | 10                                                            | 9                                                             | 10                                                            | 29                                                            | Bezpieczni                                                    |                                                               |
| 6.                                                            | Samba                                                         | María                                                         | 9                                                             | 7                                                             | 10                                                            | 36                                                            | Bezpieczni                                                    |                                                               |
| 6.                                                            | Swing Maraton                                                 | In the Mood                                                   | 10                                                            | 10                                                            | 10                                                            | 36                                                            | Bezpieczni                                                    |                                                               |
| 7.                                                            | Walc                                                          | You Light Up My Life                                          | 9                                                             | 9                                                             | 9                                                             | 54                                                            | Bezpieczni                                                    |                                                               |
| 7.                                                            | Cha-Cha-Challenge                                             | Telephone                                                     | 27                                                            | 27                                                            | 27                                                            | 54                                                            | Bezpieczni                                                    |                                                               |
| 8.                                                            | Fokstrot                                                      | Haven't Met You Yet                                           | 10                                                            | 9                                                             | 10                                                            | 59                                                            | Bezpieczni                                                    |                                                               |
| 8.                                                            | Paso doble lat 50.                                            | Spanish Guitar                                                | 10                                                            | 10                                                            | 10                                                            | 59                                                            | Bezpieczni                                                    |                                                               |
| 9.                                                            | Tango argentyńskie                                            | El Capitalismo Foraneo                                        | 10                                                            | 10                                                            | 10                                                            | 59                                                            | Bezpieczni                                                    |                                                               |
| 9.                                                            | Cha-Cha-Cha                                                   | Kiss                                                          | 10                                                            | 9                                                             | 10                                                            | 59                                                            | Bezpieczni                                                    |                                                               |
| 10.                                                           | Rumba                                                         | The Lady in Red                                               | 9                                                             | 9                                                             | 10                                                            | 115                                                           | Wygrana                                                       |                                                               |
| 10.                                                           | Freestyle                                                     | A Little Less Conversation                                    | 9                                                             | 9                                                             | 9                                                             | 115                                                           | Wygrana                                                       |                                                               |
| 10.                                                           | Tango argentyńskie                                            | El Capitalismo Foraneo                                        | 10                                                            | 10                                                            | 10                                                            | 115                                                           | Wygrana                                                       |                                                               |
| 10.                                                           | Jive                                                          |                                                               | 10                                                            | 10                                                            | 10                                                            | 115                                                           | Wygrana                                                       |                                                               |

## Dyskografia
- Her Name Is Nicole (2007)
- Killer Love (2011)
- Big Fat Lie (2014)

## Teatr
- Rent (jako Maureen, 2010, Hollywood Bowl)[22]

## Filmografia
- 2002: DreamChaser Tour jako ona sama[23]
- 2003: Papi i dziewczyny jako Miss Portoryko
- 2003: Miłość jest za darmo jako dziewczyna z szampanem
- 2005: Be Cool jako ona sama
- 2012: Faceci w czerni III jako Lilly
- 2017: Dirty Dancing film TV, reż Wayne Blair

### Gościnnie
- 2010: How I Met Your Mother jako Jessica Glitter
- 2001: On, ona i dzieciaki jako Veronica
- 2002: Pół na pół jako Jasmine
- 2003: Aniołki Charliego jako tancerka
- 2003: Las Vegas jako ona sama
- 2009: Big Time Rush jako ona sama